# 南投石櫟
，为壳斗科柯属的植物，为台灣的特有植物。